# Stephania novenanthera
Stephania novenanthera är en tvåhjärtbladig växtart som beskrevs av Heng C.Wang. Stephania novenanthera ingår i släktet Stephania och familjen Menispermaceae. Inga underarter finns listade i Catalogue of Life.